# Coudekerque-Branche
Ne doit pas être confondu avec Coudekerque-Village.
Coudekerque-Branche (Nieuw-Koudekerke en flamand occidental (nouvelle Koudekerke)) est une commune française située dans le département du Nord en région Hauts-de-France.

## Géographie

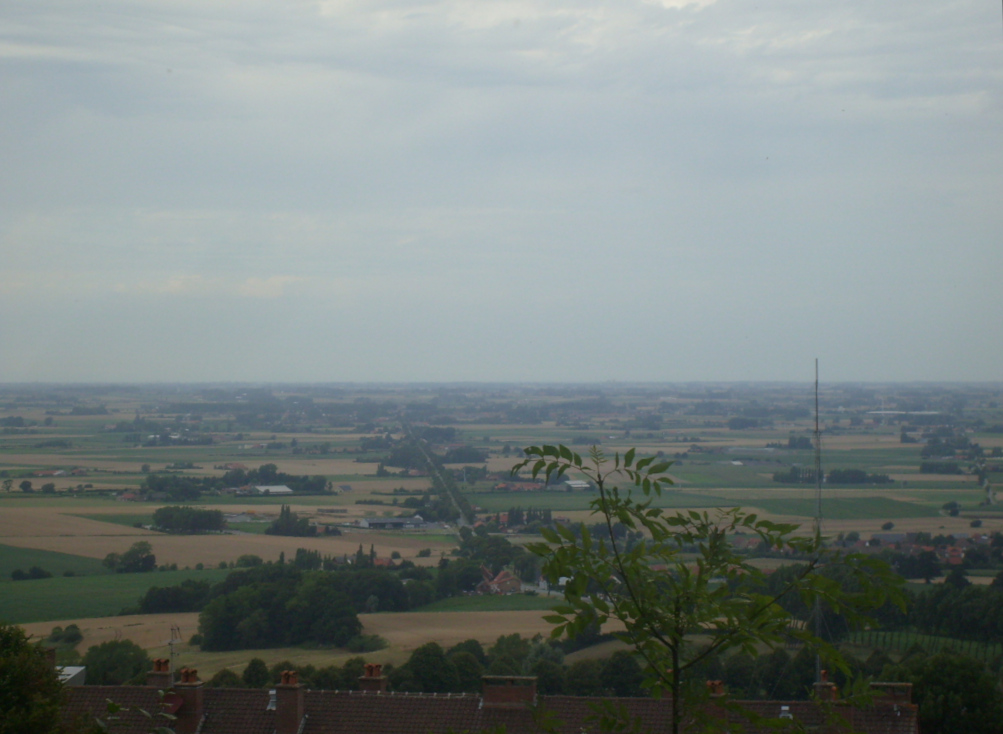
Le Blootland vu depuis Cassel, Coudekerque-Branche se situe à l'horizon à gauche.

### Situation
Coudekerque-Branche est une ville du Nord située au sud de Dunkerque, à 67 km au nord-ouest de Lille et à 292 km de Paris. La ville est également à moins de 350 km de 4 autres capitales européennes : Londres, Amsterdam, Luxembourg et Bruxelles.
Coudekerque-Branche appartient à la région naturelle du Blootland, caractérisée par un paysage plat et la présence de nombreux canaux contrôlés.
La superficie de la commune est de 9,14 km2 ce qui est un peu moins que la médiane des communes métropolitaines françaises (10,73 km2)[réf. nécessaire].

### Hydrographie
De nos jours, la ville de Coudekerque-Branche n'a pas d'accès à la mer du Nord, elle est en revanche traversée par plusieurs canaux.
Le canal de Bergues est le canal de plus ancien du Dunkerquois, il a été creusé au XVIe siècle et mis en service en 1634, afin de relier la ville de Bergues à l'arrière-port de Dunkerque. Son lit suit un axe globalement sud-nord. Il reçoit les eaux du canal de la Haute-Colme. Le canal rentre dans la ville au niveau de la clinique des Flandres, il croise l'A16, puis il poursuit ensuite sa course jusqu'à la limite entre la ville et Dunkerque où le canal se sépare en deux embranchements, le bras ouest rentre dans Dunkerque tandis que celui oriental sert de frontière entre les deux cités. Le canal est termine sa course aux « 4 Écluses » qui est un « carrefour hydrologique ».
La construction du canal de Bourbourg a débuté en 1679 et il a été mis en service en 1846, sa réalisation est due à la volonté de relier l'Aa au port de Dunkerque. Le lit du canal suit globalement un axe sud-ouest - nord-est avant de se diviser en deux parties au niveau de la ville de Spycker à l'ouest-sud-ouest de Coudekerque-Branche. La partie ouest du canal, qui prend la direction du nord, est appelée « dérivation du canal de Bourbourg ». Elle sépare Mardyck sur sa rive gauche de Grande-Synthe et se jette dans le bassin du Port autonome de Dunkerque. La partie est du canal conserve le nom de canal de Bourbourg, elle suit une direction globalement ouest-est. Arrivé au niveau de l'usine Lesieur, il entre dans Coudekerque-Branche où il croise quelques mètres après l'A16. Le canal sert de limite tout le long de son trajet dans la ville avec Petite-Synthe à Dunkerque. Il se jette dans le canal de jonction.
Le canal de Furnes a été construit au XVIIe siècle. Il débute au niveau des « 4 écluses » et prend une direction quasiment parallèle à la côte en direction de la Belgique, où, sous le nom de canal Nieuport-Dunkerque, il se jette dans la mer du Nord. Le canal de Furnes accueille une partie des eaux du canal de Bergues. Le canal entre dans la ville après le cimetière de Dunkerque, il continue sa course jusqu'à sa sortie de la ville à la limite avec Téteghem. Il sépare Coudekerque-Branche sur sa rive droite de Rosendaël à Dunkerque.
Le canal des Moëres communiquait autrefois avec les canaux de Bergues et de jonction au niveau des « quatre écluses ». Le premier continuait vers le nord afin de se déverser dans la mer du Nord via une cunette, le second venant du sud communiquait vers l'est avec le canal de Furnes et le troisième venant de l'ouest communiquait également avec le canal de Furnes. Le carrefour comportait donc quatre écluses, ce qui donna son nom à la zone. Aujourd'hui, le canal des Moëres sépare le cimetière de Dunkerque sur sa rive droite de Coudekerque-Branche avant de passer sous le canal de Furnes puis de se jeter après pompage dans le « canal exutoire ». Il sépare les quartiers du Centre-ville et Sainte-Germaine des 2 Steendams. Le canal des Moëres reçoit également les eaux du canal de Coudekerque-Village qui proviennent des étangs des bois de la ville.

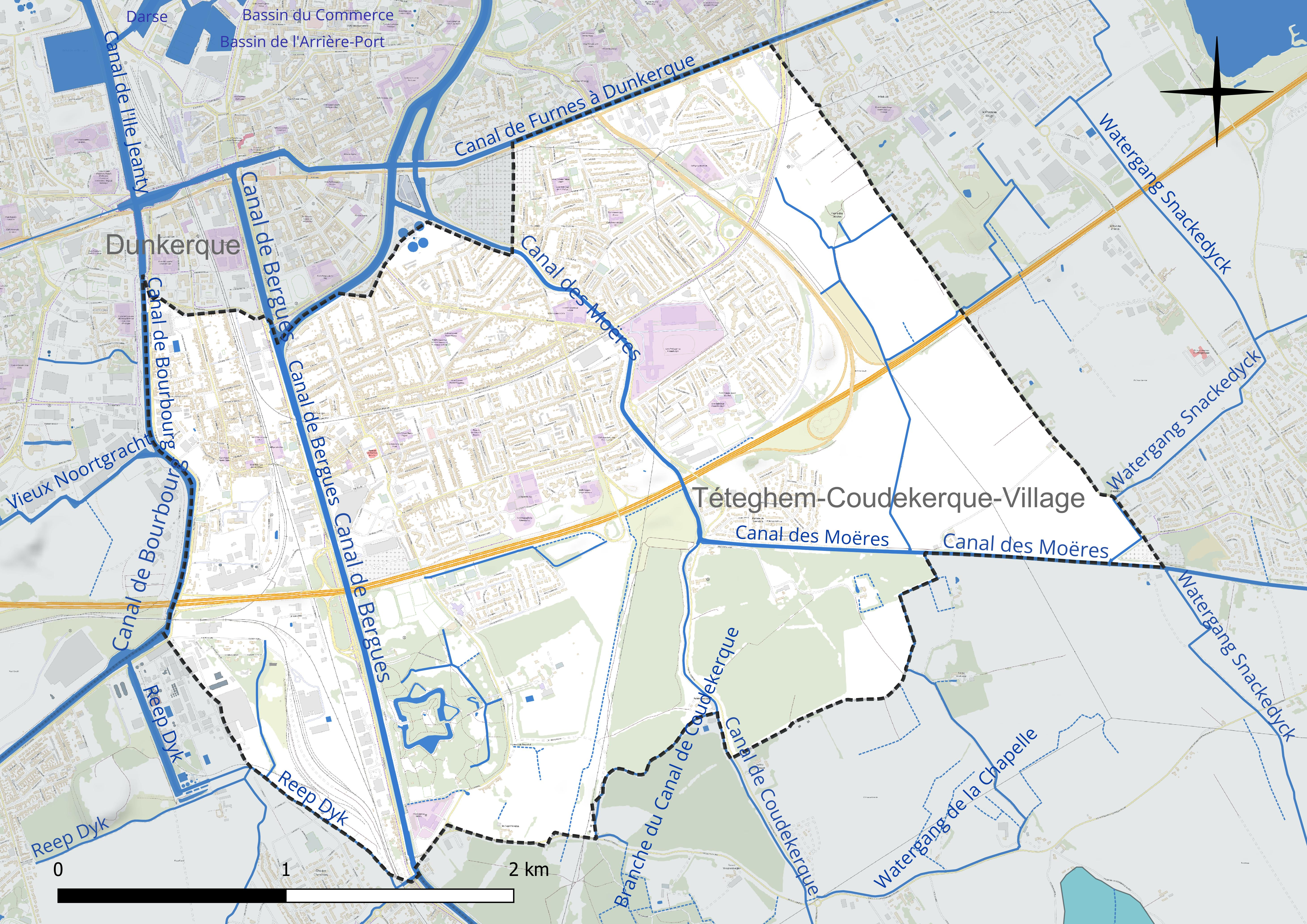
Réseau hydrographique de Coudekerque-Branche.

### Climat
Pour des articles plus généraux, voir Climat des Hauts-de-France et Climat du Nord.
En 2010, le climat de la commune est de type climat océanique altéré, selon une étude du CNRS s'appuyant sur une série de données couvrant la période 1971-2000. En 2020, Météo-France publie une typologie des climats de la France métropolitaine dans laquelle la commune est exposée à un climat océanique et est dans la région climatique  Côtes de la Manche orientale, caractérisée par un faible ensoleillement (1 550 h/an) ; forte humidité de l’air (plus de 20 h/jour avec humidité relative > 80 % en hiver), vents forts fréquents. 
Pour la période 1971-2000, la température annuelle moyenne est de 10,6 °C, avec une amplitude thermique annuelle de 13,6 °C. Le cumul annuel moyen de précipitations est de 734 mm, avec 12,4 jours de précipitations en janvier et 7,8 jours en juillet. Pour la période 1991-2020, la température moyenne annuelle observée sur la station météorologique la plus proche, située sur la commune de Dunkerque à 2 km à vol d'oiseau, est de 11,7 °C et le cumul annuel moyen de précipitations est de 690,8 mm,. Pour l'avenir, les paramètres climatiques de la commune estimés pour 2050 selon différents scénarios d'émission de gaz à effet de serre sont consultables sur un site dédié publié par Météo-France en novembre 2022.

### Paysages
Pour un article plus général, voir Paysage en France.
La commune s'inscrit dans les « paysages des dunes de la mer du Nord » tels qu’ils sont définis dans l’atlas de paysages de la région Nord-Pas-de-Calais, conçu par la direction régionale de l'Environnement, de l'Aménagement et du Logement (DREAL),. 
Ces paysages concernent 23 communes du Nord et du Pas-de-Calais avec trois pôles d’attraction que sont Calais à l'ouest et Dunkerque à l’est et, dans une moindre mesure, Gravelines au centre où se trouve le delta du fleuve côtier l’Aa. On y distingue trois parallèles : la frange côtière avec son cordon dunaire ; l'ancienne route nationale 1 et l'Autoroute A16.
Ces paysages sont composés d’un cordon dunaire de 60 km typique des paysages nordiques et que l’on retrouve aux Pays-Bas et en Belgique. Ce cordon littoral datant du VIIIe siècle s’est constitué durant la dernière transgression marine et joue un rôle de digue en protégeant la plaine maritime de l’invasion de la mer. Sa taille n’excède pas, en largeur, quelques centaines de mètres et, en hauteur, une dizaine de mètres.
Une particularité de ces paysages est la présence de moëre (marais en flamand), point le plus bas du territoire français, avec une altitude de - 4 m. leur assèchement est entrepris dès 1619 par 23 moulins à vent qui vont pomper l’eau et l’acheminer vers la mer par des watringues. Ces polders, terres gagnées sur la mer,  ainsi constitués sont les plus anciens de l’Europe du Nord.
Les cultures ne représentent que 35 % de ces paysages des dunes de la mer du Nord.
Concernant l'activité humaine, à l’ouest de ces paysages se trouve : la région de Calais, avec le tunnel sous la Manche et l'activité portuaire de Calais tournée vers l’Angleterre ; à l’est, la zone urbaine de Dunkerque et ses installations portuaires et, au centre, la zone de Gravelines avec son port de plaisance et sa centrale nucléaire. 
Sur le plan de la biodiversité, on y observe de nombreux déplacements d’oiseaux marins, côtiers ou terrestres ainsi que des phoques veau-marin installés sur les bancs de sable.

## Urbanisme

### Typologie
Au 1er janvier 2024, Coudekerque-Branche est catégorisée grand centre urbain, selon la nouvelle grille communale de densité à sept niveaux définie par l'Insee en 2022.
Elle appartient à l'unité urbaine de Dunkerque, une agglomération intra-départementale regroupant huit  communes, dont elle est une commune de la banlieue,,. Par ailleurs la commune fait partie de l'aire d'attraction de Dunkerque, dont elle est une commune du pôle principal,. Cette aire, qui regroupe 66 communes, est catégorisée dans les aires de 200 000 à moins de 700 000 habitants,.

### Occupation des sols
L'occupation des sols de la commune, telle qu'elle ressort de la base de données européenne d’occupation biophysique des sols Corine Land Cover (CLC), est marquée par l'importance des territoires artificialisés (63,1 % en 2018), en augmentation par rapport à 1990 (60,5 %). La répartition détaillée en 2018 est la suivante : 
zones urbanisées (48,2 %), terres arables (23,3 %), zones industrielles ou commerciales et réseaux de communication (9,7 %), forêts (7,1 %), prairies (6,5 %), espaces verts artificialisés, non agricoles (5,2 %). L'évolution de l’occupation des sols de la commune et de ses infrastructures peut être observée sur les différentes représentations cartographiques du territoire : la carte de Cassini (XVIIIe siècle), la carte d'état-major (1820-1866) et les cartes ou photos aériennes de l'IGN pour la période actuelle (1950 à aujourd'hui).

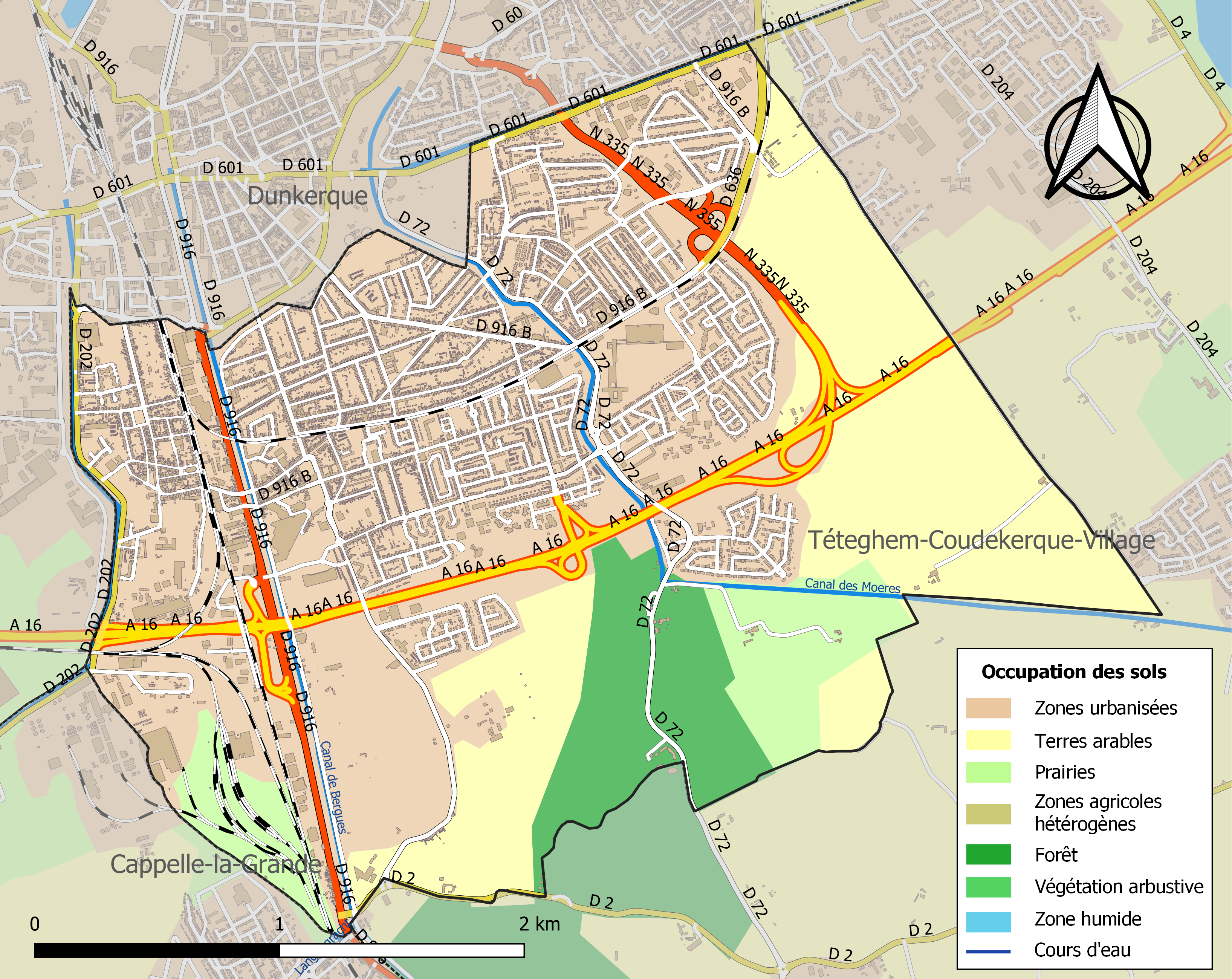
Carte des infrastructures et de l'occupation des sols de la commune en 2018 (CLC).

### Voies de communications et transports

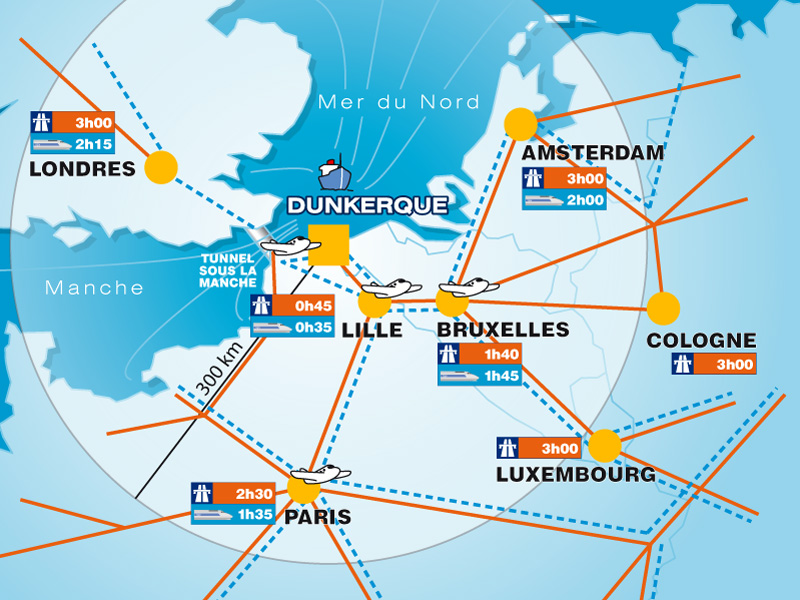
Situation géographique de Dunkerque.

Carte des infrastructures routières et ferroviaires de la région.

#### Réseau routier
Coudekerque-Branche est à proximité de deux autoroutes, l'A25 de Bergues à Lille, et l'A16/E40 qui relie L'Isle-Adam dans le Val-d'Oise à la frontière avec la Belgique à la hauteur de Bray-Dunes, via Calais, Boulogne-sur-Mer, Abbeville, Amiens et Beauvais. Plusieurs sorties de l'A16 desservent Coudekerque-Branche : les sorties  59 et
 60 desservent le Vieux Coudekerque, la sortie  61 dessert le Centre-Ville et Sainte-Germaine, enfin la sortie  62 dessert le Petit Steendam et le Grand Steendam.
L'A25 a été achevée en 1972. Il s'agissait à l'époque de relier Lille au port de Dunkerque alors en plein essor. Quant à l'A16/E40, elle a été mise en service le 15 juin 1993, afin de relier les trois ports de l'ex Nord-Pas-de-Calais (Calais, Boulogne-sur-Mer et Dunkerque) ainsi que le Tunnel sous la Manche.
Coudekerque-Branche est également sur le trajet de plusieurs l'ex-N1 reliant Paris à Bray-Dunes via Amiens, Montreuil-sur-Mer, Boulogne-sur-Mer et Calais (la N1 est rebaptisée, en 2005, D 601 dans le département du Nord et cela depuis que sa gestion a été rétrocédée par l'État au département). La route longe le canal de Furnes au nord de la ville.

#### Réseau ferroviaire
La ville possède une gare située dans le quartier du Vieux Coudekerque qui est uniquement desservie par les liaisons TER Dunkerque-Calais et Dunkerque-Lille.
Quant aux liaisons TGV, la gare la plus proche est la gare de Dunkerque, des liaisons ferroviaires directes y sont assurées à destination de Paris (à 1 h 35 min ou2 h en TGV, selon les liaisons), Lille (à 35 minutes en TERGV), Arras.

#### Transport aérien
Les aéroports les plus proches de Dunkerque sont l'aéroport de Lille - Lesquin (situé à 89 km de la ville) qui assure des liaisons avec des villes françaises, d'Europe et d'Afrique francophone et l'aéroport de Bruxelles à 155 km pour les liaisons internationales.

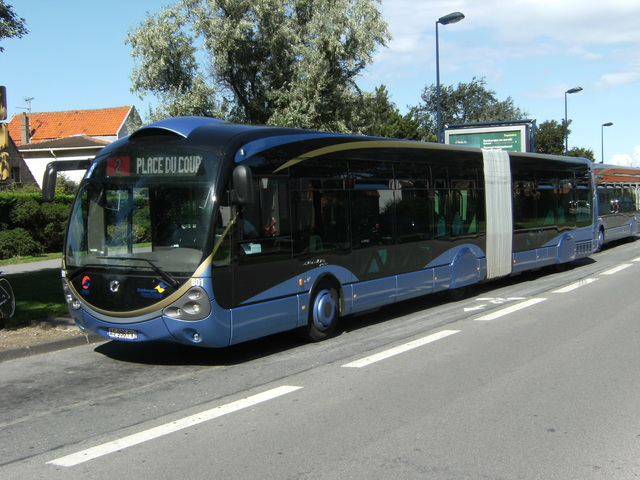
Bus dunkerquois.

L'aéroport de Calais-Dunkerque, situé à Marck, dessert à la fois Dunkerque et Calais. L'aérodrome des Moëres dessert également Dunkerque, tous deux sont des aérodromes de tourisme.

#### Transport en commun
Coudekerque-Branche est desservie par les lignes C3, C5, C6, et 18 du réseau DK'BUS.

### Quartiers de Coudekerque-Branche
La ville est composée des cinq quartiers suivants :
- le centre-ville ;
- le Petit Steendam ;
- le Grand Steendam ;
- le Vieux Coudekerque ;
- Sainte-Germaine.

Les quartiers
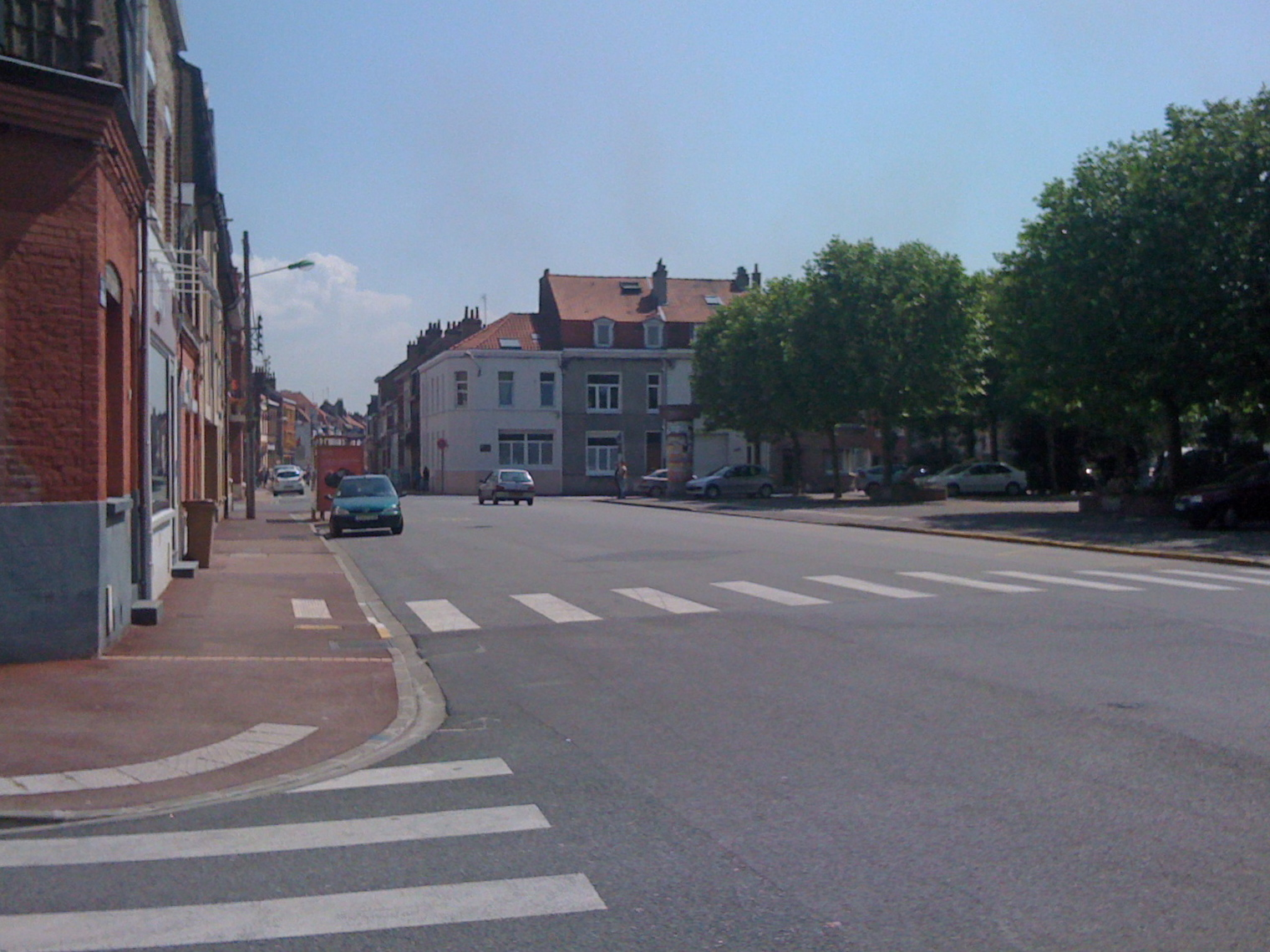
Le Vieux Coudekerque.
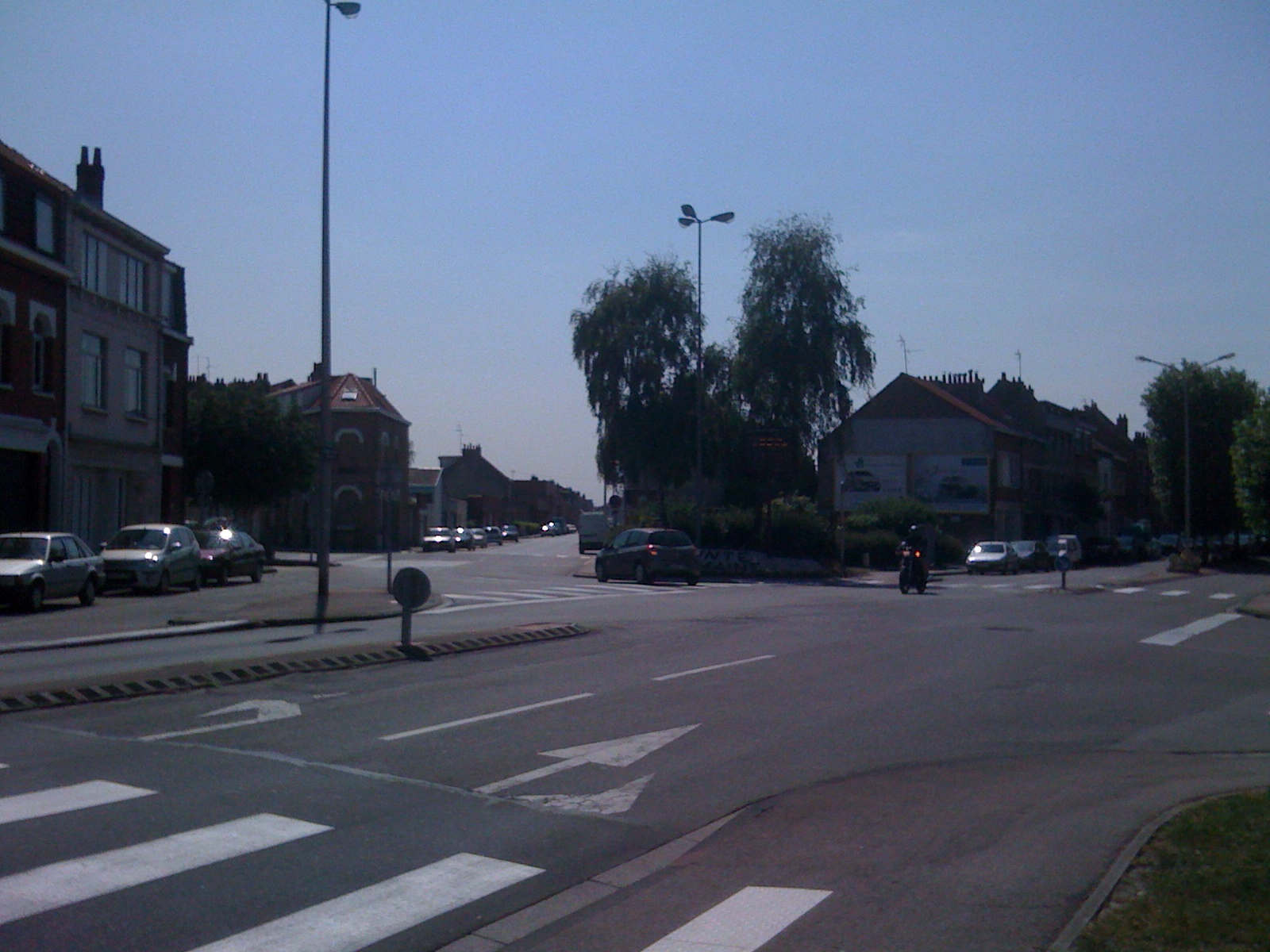
Sainte-Germaine.
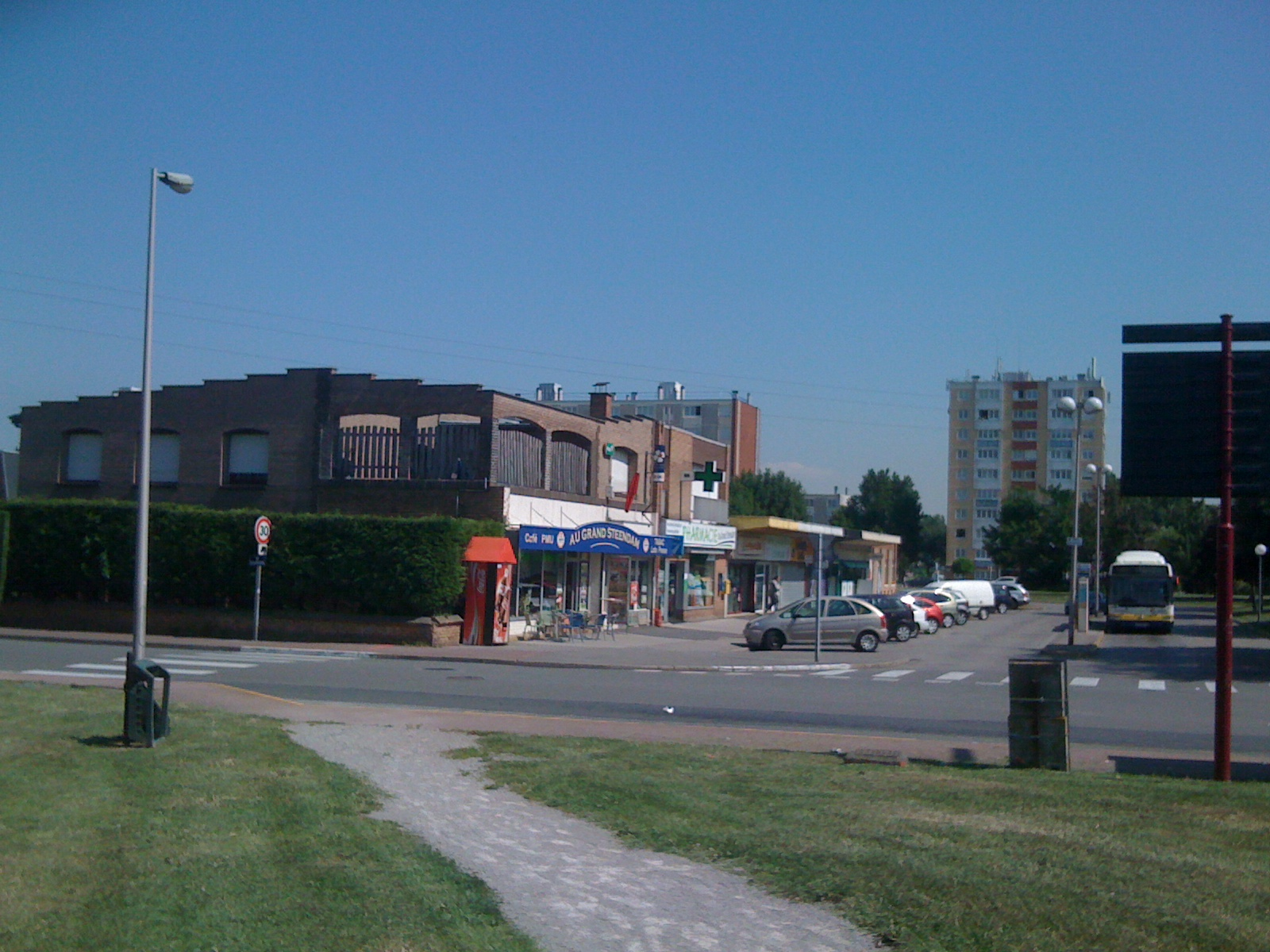
Grand Steendam.
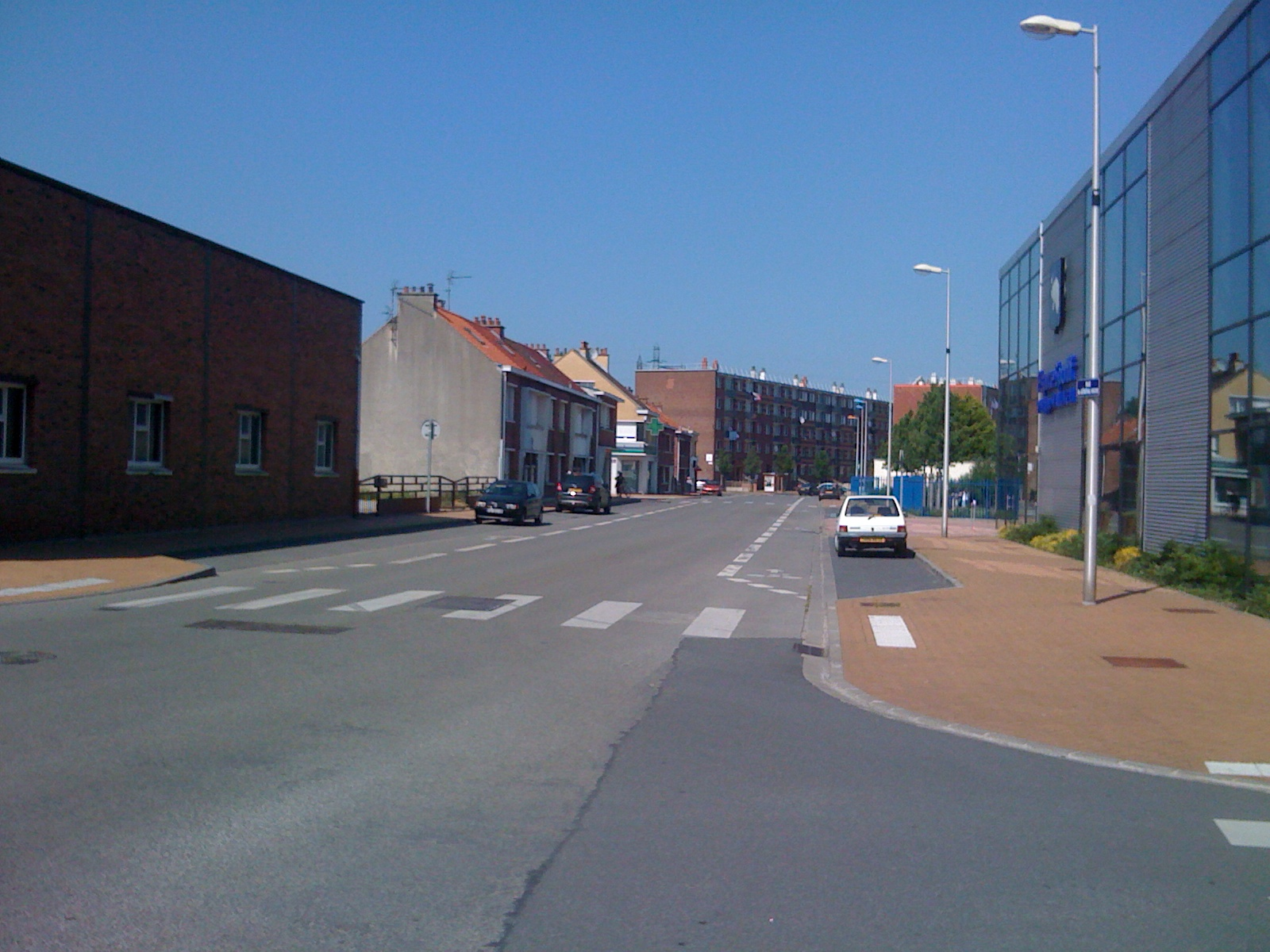
Petit Steendam.

## Histoire

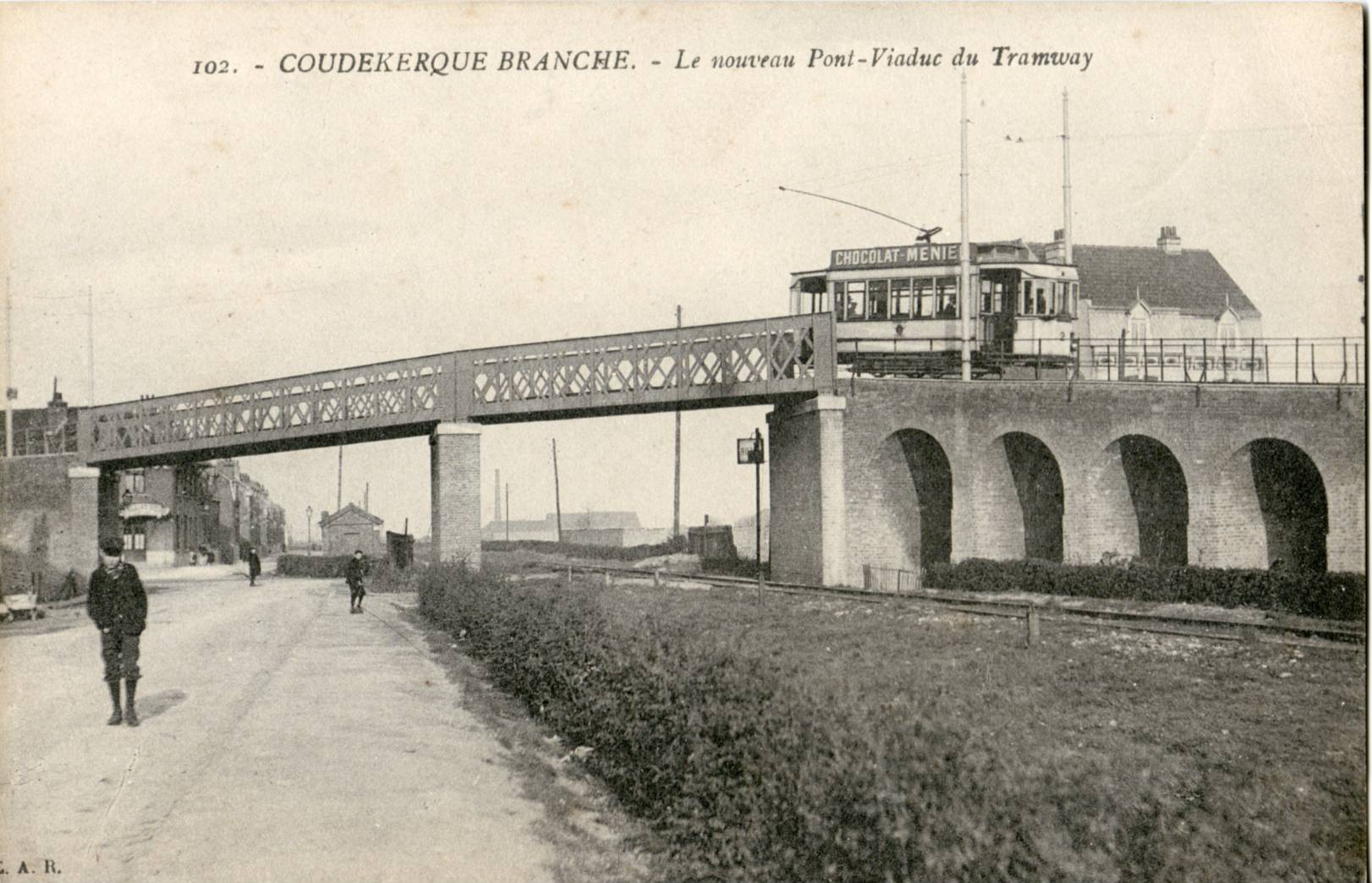
La ville fut desservie, au début du XX, par le tramway de Dunkerque, qui franchissait les voies du chemin de fer par ce pont-viaduc.

La commune de Coudekerque naquit au XIe siècle en plein cœur du « croissant vert », zone forestière regroupant désormais le Bois des Forts, le Fort Vallière et le Fort Louis. Elle est mentionnée dès 1067 dans le cartulaire de l'abbaye de Saint-Winoc à Bergues. son emblème était l'aigle. Coudekerque-Branche prend naissance le 14 décembre 1789 à la suite de la séparation avec Coudekerque. Par décret no 2008-1021 du 3 octobre 2008, la commune de Coudekerque est rebaptisée Coudekerque-Village.
La création en tant que commune autonome de la « Branche » de Coudekerque, par séparation avec ce qui allait devenir Coudekerque-Village, était une des revendications des cahiers de doléance établis en vue des États généraux de 1789. Coudekerque-Branche nait au nord-est du village de Coudekerque, au petit Steendam, entre le canal de Furnes et le canal des Moëres. 
En 1793, les terres de Spycker, Coudekerque-branche et Armbouts-Cappel, ont subi des dégâts liés à l'envahissement d'eau salée dans les fossés et watergangs de ces communes. Cela résultait d'une expérience malheureuse visant à faire monter le niveau du canal de Bergues pour permettre à Bergues d'être atteinte par des vaisseaux venant de la mer (vieille revendication berguoise, abandonnée ensuite face à la réalité de Dunkerque mieux placée à cette fin). La solution vint d'une décision prise par les administrateurs du district d'interrompre la navigation sur le canal de Bergues, de le tirer à sec pour faire écouler les eaux salées.
Terre essentiellement agricole, la future ville connait une première évolution en 1836 avec l'installation de la filature Dickson au quartier du Vieux Coudekerque, début de l'industrialisation et du développement démographique de Coudekerque-Branche.
Arrivent ensuite en 1897 la filature Weill, une usine d'engrais et phosphates, équarrissage Bourgeois en 1903, la construction de logements ouvriers pour le tissage Weill et création d'une usine de teillage de chanvre en 1907, la brasserie Boudenoot en 1908. L'usine Lesieur date de cette époque, d'autres installations suivent les années suivantes à un rythme soutenu. Un service de tramway est ouvert en 1900, l'augmentation de la population amène l'extension ou la création d'écoles, en même temps que la ville se dote d'équipements publics adaptés à cette évolution : hôtel de ville inauguré en 1907, installation de La Poste, construction d'un abattoir municipal. Le maire Gustave Fontaine, maire de 1904 à 1937, joue un grand rôle dans le développement de la ville.
Pendant la guerre 1914-1918, la ville est soumise aux bombardements, des abris sont construits place de la République.
La ville est en 1918, prenant la succession de Petite-Synthe, le siège d'un commandement d'étapes, c'est-à-dire un élément de l'armée organisant le stationnement de troupes, comprenant souvent des chevaux, pendant un temps plus ou moins long, sur les communes dépendant du commandement, en arrière du front. Petite-Synthe, Saint-Pol-sur-Mer, Mardyck, Rosendaël, Malo-les-Bains, Coudekerque-Village, Bergues, Hoymille, Bierne font partie de ce commandement d'étapes et ont donc accueilli des troupes. En 1917-1918, la commune dépendait également du commandement d'étapes de Téteghem.
Le 19 décembre 1917, entre 18h et 19h, une torpille allemande a éclaté à Coudekerque-Branche sur la route de Furnes. Elle a déraciné un arbre et creusé un trou sur la chaussée.
Le 19 janvier 1918, la gare de triage et ses environs a reçu des torpilles. Deux ont atteint la gare, déplaçant trois voies et détruisant six wagons de ravitaillement, deux sont tombées dans les champs à proximité de la gare de triage. Le bombardement n'a fait ni tués ni blessés.
Les 21 et 22 janvier 1918, un bombardement aérien a touché Coudekerque-Branche (6 bombes reçues), Malo-les-Bains (3 bombes), Petite-Synthe (1 bombe), Saint-Pol-sur-Mer (5 bombes). À Coudekerque, des voies de la gare de triage, dont celle doublant la voie principale Dunkerque-Hazebrouck, ont été endommagées, un bâtiment touché (vitres brisées), une bombe est tombée dans un champ, une dans le canal de Bergues. Il n'y a pas de victimes. À Malo-les-Bains, les trois bombes sont tombées dans le sable, ni victimes, ni dégâts. À Petite-Synthe, une bombe tombée dans une rue, ni victimes, ni dégâts. À Saint-Pol-sur-Mer, cinq bombes ont touché la ville, cinq maisons ont été détériorées, aucune victime.
Le 16 février 1918, deux torpilles sont tombées sur Couedkerque-Branche, entre le fort Castelnau et la T.S.F. (transmission sans fil). Elles n'ont fait ni dégât ni victime.

Grandes armoiries de Coudekerque-Branche.

|  | Les armes de Coudekerque-Branche se blasonnent ainsi : « De sable à un hérisson d'argent couronné d'or. » |

### Drapeau
La ville a son propre blason qui se décrit comme suit : « De sable à un hérisson d'argent couronné d'or ».

## Politique et administration

### Rattachements administratifs et électoraux

#### Circonscriptions de rattachement
Coudekerque-Branche appartient à l'arrondissement de Dunkerque et au canton de Coudekerque-Branche depuis sa création en 1982. Avant cette date, la commune était rattachée au canton de Dunkerque-Est.
Pour l'élection des députés, la commune fait partie de la treizième circonscription du Nord, représentée depuis juin 2022 par Christine Decodts (RE). Auparavant, elle a successivement appartenu à la 1re circonscription de Dunkerque (IIIe République), la 1re circonscription du Nord (1945-1958) et la 11e circonscription (1958-1986).

#### Intercommunalité
Depuis le 21 octobre 1968, date de sa création, Coudekerque-Branche appartient à la communauté urbaine de Dunkerque (anciennement Dunkerque Grand Littoral) et en est l'une des douze communes fondatrices.
| Élections                  | Élections                     | Circonscription électorale      | Élu de la circonscription       | Élu de la circonscription | Élu de la circonscription | Élu de la circonscription |
| Niveau                     | Type                          | Circonscription électorale      | Titre                           | Nom                       | Début de mandat           | Fin de mandat             |
| -------------------------- | ----------------------------- | ------------------------------- | ------------------------------- | ------------------------- | ------------------------- | ------------------------- |
| Commune / Intercommunalité | Municipales et communautaires | Coudekerque-Branche             | Maire                           | David Bailleul            | 2020                      | 2026                      |
| Commune / Intercommunalité | Municipales et communautaires | Communauté urbaine de Dunkerque | Président de l'intercommunalité | Patrice Vergriete         | 2020                      | 2026                      |
| Département                | Départementales               | Canton de Coudekerque-Branche   | Conseillère départementale      | Barbara Bailleul          | 2021                      | 2028                      |
| Département                | Départementales               | Canton de Coudekerque-Branche   | Conseiller départemental        | Julien Gokel              | 2021                      | 2028                      |
| Région                     | Régionales                    | Région Hauts-de-France          | Président du conseil régional   | Xavier Bertrand           | 2021                      | 2028                      |
| Pays                       | Législatives                  | Treizième circonscription       | Députée                         | Christine Decodts         | 2022                      | 2027                      |

#### Institutions judiciaires
Sur le plan des institutions judiciaires, la commune relève du tribunal judiciaire, du tribunal pour enfants, du conseil de prud’hommes et du tribunal de commerce de Dunkerque, du tribunal administratif de Lille, de la cour d'appel et de la cour administrative d'appel de Douai.

### Administration municipale
Le nombre d'habitants au dernier recensement étant compris entre 20 000 et 29 999, le nombre de membres du conseil municipal est de 35.

### Tendances politiques et résultats
Élections de 2020
| Tête de liste | Tête de liste                     | Suffrages | Pourcentage | CM | CC |
| ------------- | --------------------------------- | --------- | ----------- | -- | -- |
|               | David Bailleul Agir pour l'avenir | 5 070     | 100,00 %    | 35 | 6  |

## Population et société

### Démographie

#### Évolution démographique
L'évolution du nombre d'habitants est connue à travers les recensements de la population effectués dans la commune depuis 1793. Pour les communes de plus de 10 000 habitants les recensements ont lieu chaque année à la suite d'une enquête par sondage auprès d'un échantillon d'adresses représentant 8 % de leurs logements, contrairement aux autres communes qui ont un recensement réel tous les cinq ans,.

En 2022, la commune comptait 20 833 habitants, en évolution de −1,75 % par rapport à 2016 (Nord : +0,51 %, France hors Mayotte : +2,11 %).
| 1793  | 1800  | 1806  | 1821  | 1831  | 1836  | 1841  | 1846  | 1851  |
| ----- | ----- | ----- | ----- | ----- | ----- | ----- | ----- | ----- |
| 1 939 | 1 265 | 1 295 | 1 343 | 1 402 | 1 533 | 1 703 | 1 905 | 1 448 |

| 1856  | 1861 | 1866  | 1872  | 1876  | 1881  | 1886  | 1891  | 1896  |
| ----- | ---- | ----- | ----- | ----- | ----- | ----- | ----- | ----- |
| 1 621 | 976  | 1 465 | 1 803 | 1 947 | 2 420 | 2 904 | 3 537 | 4 365 |

| 1901  | 1906  | 1911  | 1921  | 1926   | 1931   | 1936   | 1946   | 1954   |
| ----- | ----- | ----- | ----- | ------ | ------ | ------ | ------ | ------ |
| 5 440 | 6 271 | 8 231 | 9 264 | 10 094 | 11 867 | 13 608 | 12 506 | 15 334 |

| 1962   | 1968   | 1975   | 1982   | 1990   | 1999   | 2006   | 2011   | 2016   |
| ------ | ------ | ------ | ------ | ------ | ------ | ------ | ------ | ------ |
| 20 757 | 23 039 | 24 930 | 23 958 | 23 644 | 24 152 | 22 994 | 22 264 | 21 204 |

| 2021   | 2022   | - | - | - | - | - | - | - |
| ------ | ------ | - | - | - | - | - | - | - |
| 20 765 | 20 833 | - | - | - | - | - | - | - |

#### Pyramide des âges
La population de la commune est relativement jeune.
En 2018, le taux de personnes d'un âge inférieur à 30 ans s'élève à 35,1 %, soit en dessous de la moyenne départementale (39,5 %). À l'inverse, le taux de personnes d'âge supérieur à 60 ans est de 26,3 % la même année, alors qu'il est de 22,5 % au niveau départemental.
En 2018, la commune comptait 9 689 hommes pour 11 236 femmes, soit un taux de 53,7 % de femmes, légèrement supérieur au taux départemental (51,77 %).
Les pyramides des âges de la commune et du département s'établissent comme suit.
| Hommes | Classe d’âge | Femmes |
| ------ | ------------ | ------ |
| 0,4    | 90 ou +      | 1,5    |
| 6,2    | 75-89 ans    | 10,4   |
| 16,5   | 60-74 ans    | 17,1   |
| 21,7   | 45-59 ans    | 20,4   |
| 18,8   | 30-44 ans    | 16,7   |
| 18,2   | 15-29 ans    | 16,2   |
| 18,1   | 0-14 ans     | 17,6   |

| Hommes | Classe d’âge | Femmes |
| ------ | ------------ | ------ |
| 0,5    | 90 ou +      | 1,4    |
| 5,3    | 75-89 ans    | 8,1    |
| 14,8   | 60-74 ans    | 16,2   |
| 19,1   | 45-59 ans    | 18,4   |
| 19,5   | 30-44 ans    | 18,7   |
| 20,7   | 15-29 ans    | 19,1   |
| 20,2   | 0-14 ans     | 18     |

## Lieux et monuments
L'office de tourisme renseigne les visiteurs sur les différents lieux notables et activités possibles en ville.

### L'espace du maître de poste

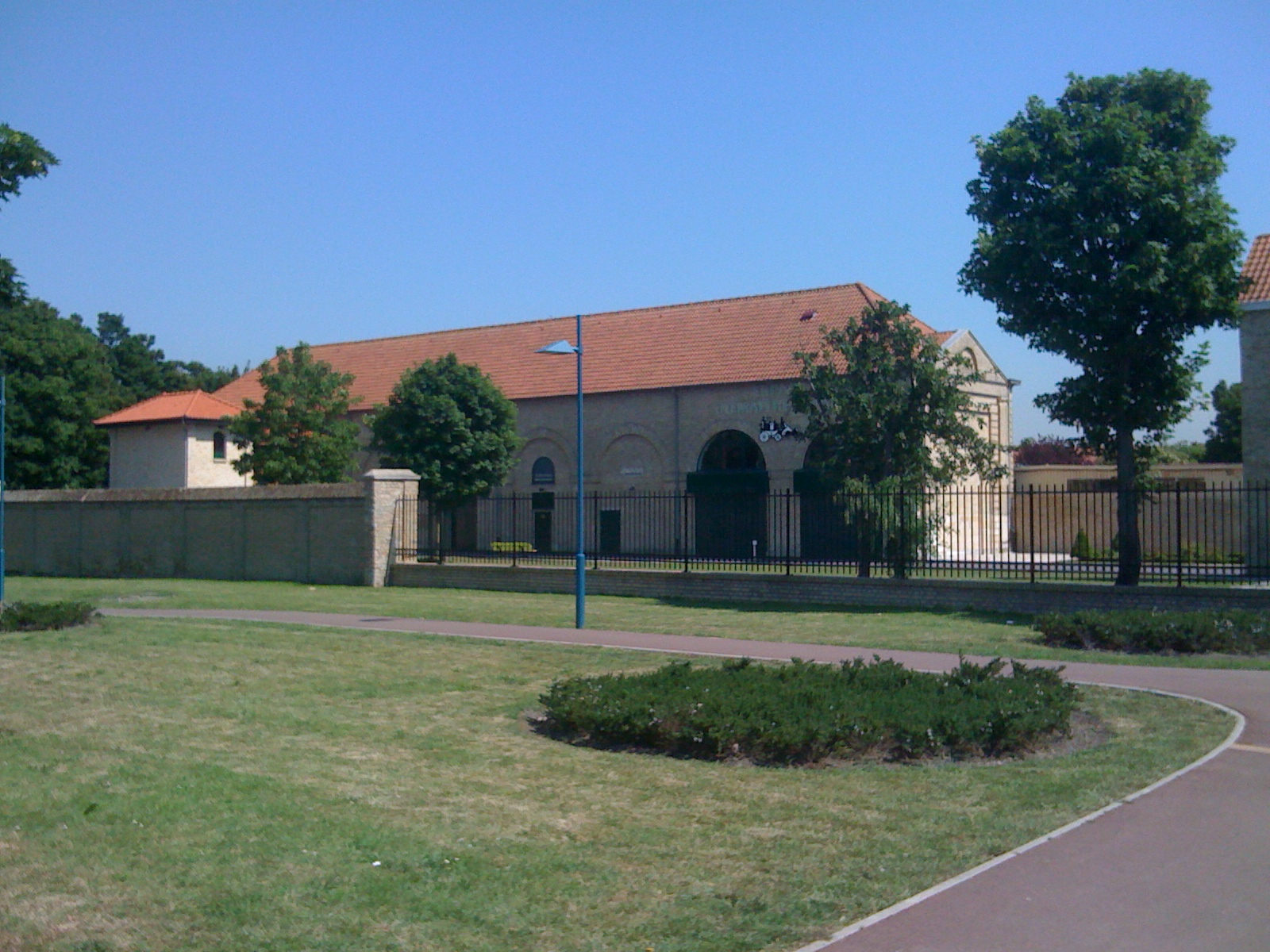
L'espace maître de poste de nos jours

À l'origine : le relais postal Dunkerquois
En 1789, François-Louis Daudruy est nommé maître de la poste aux chevaux de Dunkerque. C'est un service de messageries reliant Dunkerque à Calais, Lille et Ostende, avec de nombreux véhicules et chevaux.
Pour développer le relais postal, F.L. Daudruy annexe un hôtel, L'Hôtel des Flandres de Dunkerque, pour les passagers et achète une exploitation agricole à Coudekerque-Branche.
La ferme Daudruy
Le maître de poste loue puis achète une petite ferme, ou « censelette », au bord du canal des Moëres. Les bâtiments sont rebâtis en forme de U vers 1830. Des terres sont achetées et bientôt l'exploitation produit du blé, de l'avoine pour les chevaux, du colza... Les Daudruy obtiennent de nombreux prix dans les concours agricoles.
La fin d'une institution
La construction de la voie ferrée Dunkerque-Lille donne un coup d'arrêt au service postal à cheval en 1848. L'Hôtel des Flandres est vendu. La famille Daudry se tourne alors vers l'exploitation agricole coudekerquoise. Le domaine est démantelé en 1910 et les bâtiments de la ferme sont vendus aux époux Taccoen qui y exploitent un laiterie.
Un espace culturel spécifique
Le bâtiment est acheté en 1989 par la ville de Coudekerque-Branche. Après les travaux d'aménagement, l'espace du maître de poste est inauguré le 14 décembre 1994.
Au rez-de-chaussée, une salle de 58 m2 sera destinée à l'accueil du public. Le centre culturel, vaste salle de 198 m2, comprend une partie bar et une partie scène.
Aujourd'hui ce bâtiment à caractère historique et culturel est le lieu d'accueil de bals musette, de conférences, d'expositions, d'auditions musicales, de spectacles divers (théâtre, chanson, humour, etc.).

### La gare
Racheté et entièrement rénovée par la ville, le bâtiment voyageur a été mis à disposition gratuitement en 2002 par la municipalité au profit de l'association Rail Modélisme Coudekerquois.

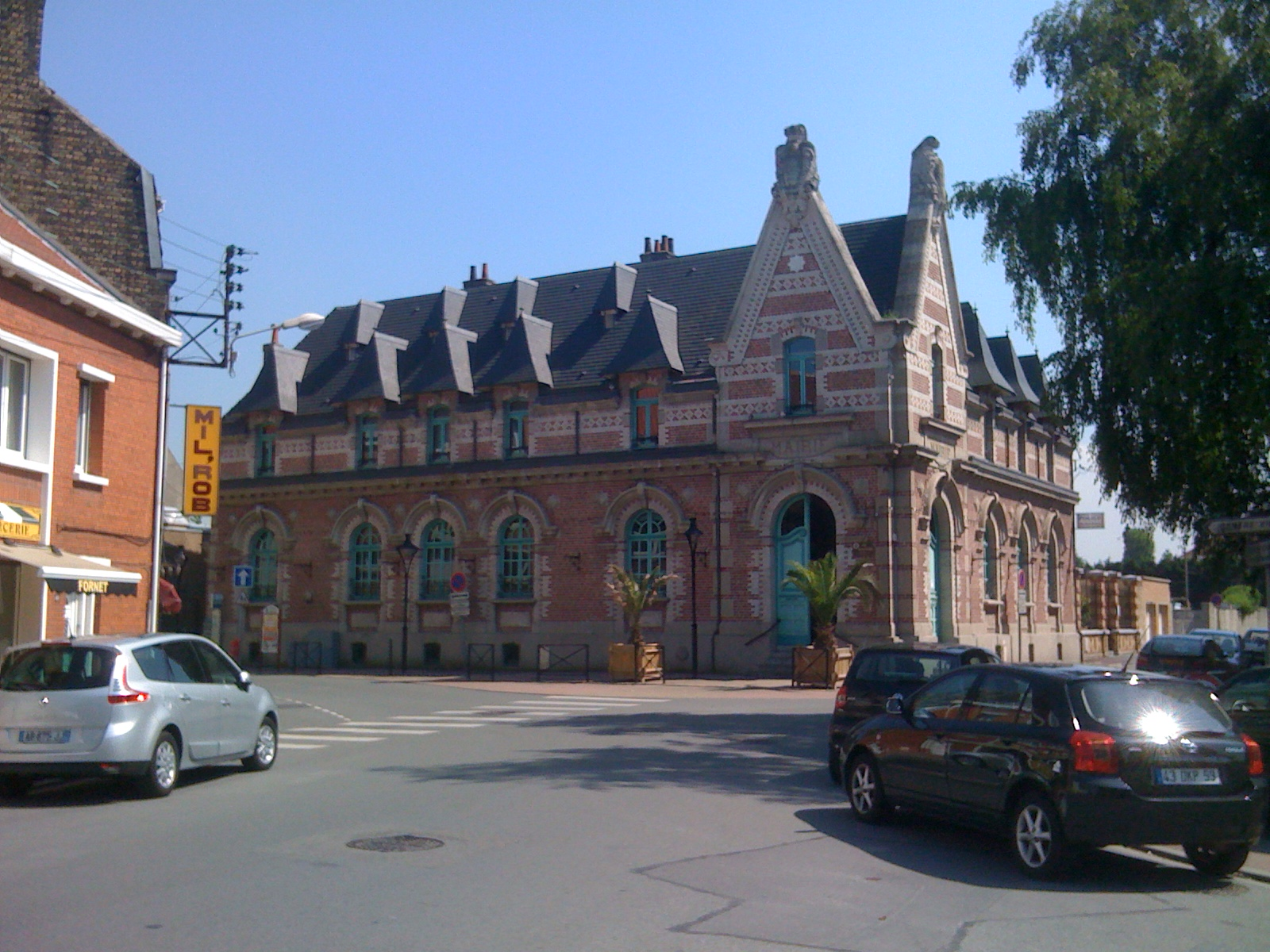
L'ancienne mairie

Les voyageurs accèdent donc aujourd’hui directement aux quais de la halte de la SNCF, un point d'arrêt non géré (PANG) à accès libre desservi par des trains TER Hauts-de-France.
Une locomotive électrique BB 22398 est baptisée Coudekerque-Branche, avec le blason de la ville apposé sur ses flancs.

### L'ancienne mairie
L'ancienne maison communale, aujourd’hui située dans le quartier du « Vieux Coudekerque » a elle aussi été récemment rénovée. Elle sert aujourd’hui de mairie de quartier. Pour des raisons de travaux à l'hôtel de ville, l'ancienne mairie se voit de nouveau utilisée, trente ans après, comme salle des mariages.

### L'église Saint-Pierre
Troisième église construite par les Chantiers du diocèse de Lille, elle est édifiée en 1960 sous la direction d'Emmanuel Maes, architecte. Le terrain est offert à l'association diocésaine par un ancien officier de marine qui demande que l'église soit dédiée à Saint-Pierre.

## Économie
La commune accueille deux marchés hebdomadaires :
- le marché du Steendam le mardi matin
- le marché du vendredi matin[48].

## Sport
Le ministère des Sports a décompté 66 équipements sportifs sur le territoire de la commune en 2013.
Un circuit pédestre de 6 km « Circuit du Bois des Forts  »se propose de faire découvrir le passé fortifié et une partie des espaces verts de la ville.

## Culture
Depuis plus de trente ans, le premier week-end de septembre avait lieu à Coudekerque-Branche la « Fête de la Nature et de la Flandre ». Cette fête à la dimension régionale est devenue au fil des années une tradition. Cette fête a lieu aujourd’hui le deuxième week-end de septembre.
La première édition de la fête de la soupe s'est déroulée en juin 2009 et n'a plus eu lieu depuis.

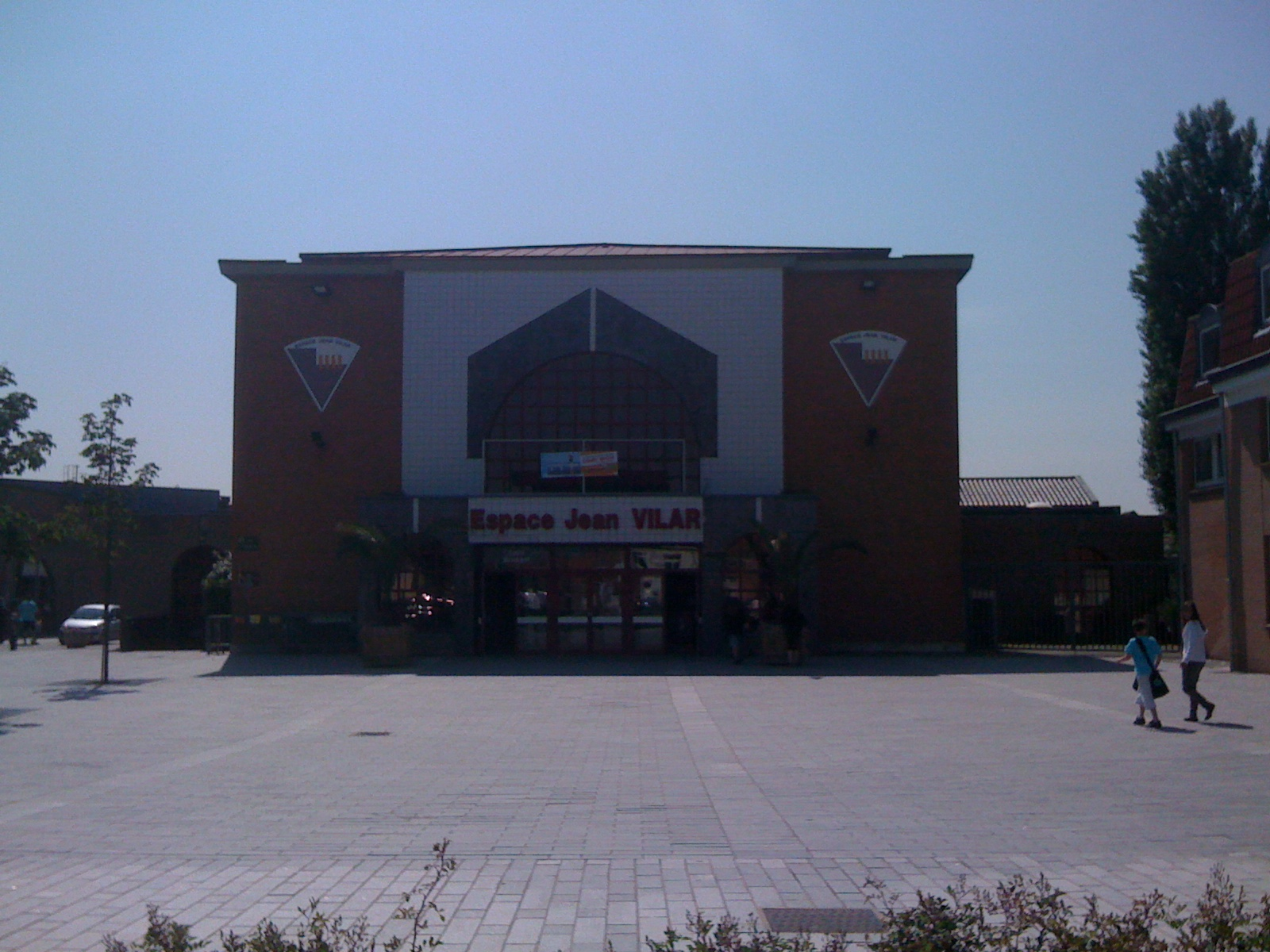
L'espace Jean-Vilar.

Coudekerque-Branche dispose d'un complexe culturel pouvant accueillir des expositions, conférences, assemblées, projections cinématographies mais aussi concerts, spectacles et galas. L'Espace Jean-Vilar est composé de quatre salles (Brueghel, Molière, Desrousseaux et Simons). Parmi les artistes ayant pu profiter de cet espace figurent Amel Bent, Michael Jones, Arthur.
La ville de Coudekerque-Branche dispose de six établissements de prêts (six bibliothèques).

## Enseignement

### Enseignement primaire
- École Raymond-Queneau
- École Georges-Brassens
- École Joseph-Courtois
- École Marcel-Pagnol
- École du Sacré-Cœur
- École de La Salle
- École Paul-Éluard
- École Maurice-Millon (Maurice Millon fut directeur d'école, membre de la commission historique du Nord et président des amis du vieux Dunkerque.)
- Ecole charlie Chaplin

### Enseignement secondaire
- Collège de La Salle
- Collège Boris-Vian
- Collège Jules-Ferry
- Collège du Westhoek
- Lycée professionnel Fernand-Léger

## Personnalités liées à la commune
- Aline Carola (1921-1944), actrice.
- Pierre Everaert (1933-1989), coureur cycliste, qui a remporté dix victoires chez les professionnels.
- Jean-Noël Vandaele (1952-), peintre qui vit en Amérique.
- Bruno Metsu (1954-2013), joueur puis entraîneur de football.
- Jean-Paul Rouve (1967-), comédien révélé au grand public grâce notamment à la troupe comique des Robins des Bois.
- Sébastien Bosquet (1979-), double champion du monde de handball.

## Pour approfondir